# Sylvère Maes
Sylvère Maes (nacido en Zevekote el 27 de agosto de 1909 - fallecido en Ostende el 5 de diciembre de 1966) fue un ciclista belga, ganador del Tour de Francia en los años 1936 y 1939.

## Palmarés
1933
- París-Roubaix
- Schaal Sels

1934
- 1 etapa en el Tour de Francia

1935
- 1 etapa en el Tour de Francia

1936
- Tour de Francia, más 4 etapas

1937
- 1 etapa en el Tour de Francia

1939
- Tour de Francia, más 2 etapas y clasificación de la montaña

## Resultados en Grandes Vueltas
Durante su carrera deportiva ha conseguido los siguientes puestos en las Grandes Vueltas:
| Carrera         | 1932 | 1933 | 1934 | 1935 | 1936 | 1937 | 1938 | 1939 | 1940 | 1941 | 1942 | 1943 | 1944 | 1945 | 1946 | 1947 | 1948 |
| --------------- | ---- | ---- | ---- | ---- | ---- | ---- | ---- | ---- | ---- | ---- | ---- | ---- | ---- | ---- | ---- | ---- | ---- |
| Giro de Italia  | -    | -    | -    | -    | -    | -    | -    | -    | -    | X    | X    | X    | X    | X    | -    | 5.º  | -    |
| Tour de Francia | -    | -    | 8.º  | 4.º  | 1.º  | Ab.  | 14.º | 1.º  | X    | X    | X    | X    | X    | X    | X    | -    | -    |
| Vuelta a España | X    | X    | X    | -    | -    | X    | X    | X    | X    | -    | -    | X    | X    | -    | -    | -    | -    |